# Valda (pastille)
Pour les articles homonymes, voir Valda.

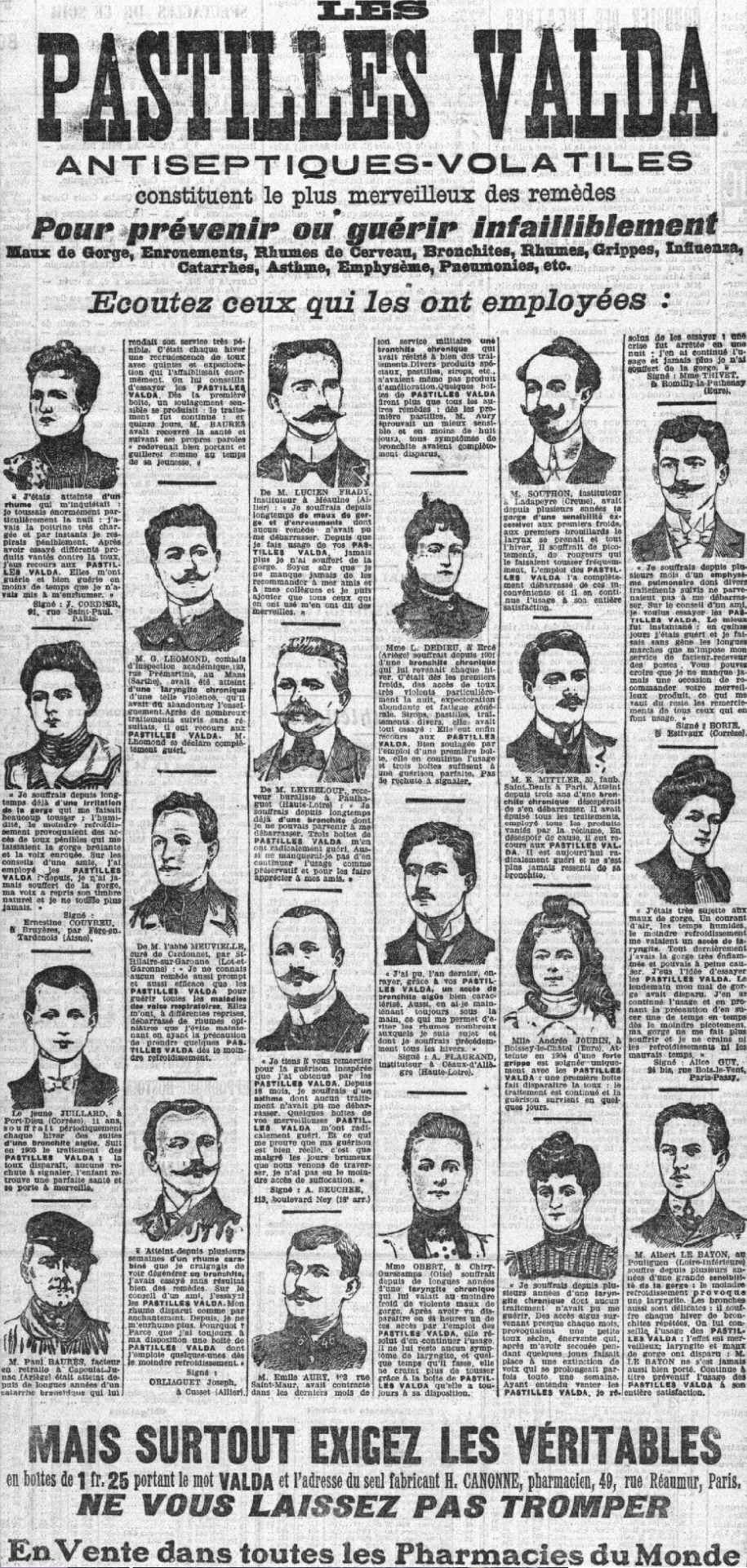
Page de publicité publiée dans L'Aurore, 14 février 1906.

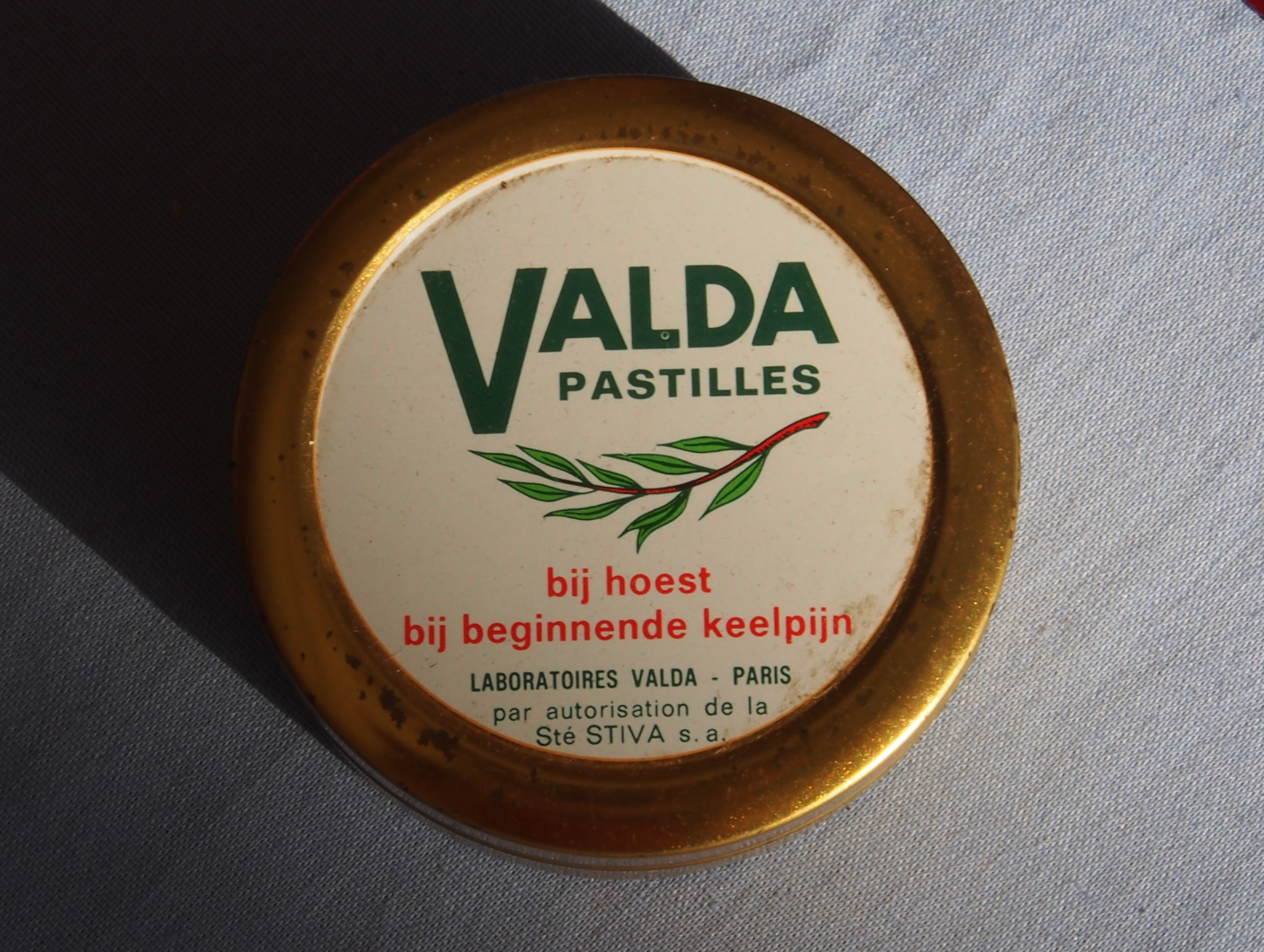
Ancienne boîte de pastilles Valda (société Stiva), hors France.

Valda (ou couramment pastille Valda) est un bonbon, commercialisé par le groupe belge Omega Pharma, et présenté comme un remède parapharmaceutique pour soulager les irritations de la gorge.

## Histoire
Cette pastille a été inventée par le pharmacien Henri-Edmond Canonne, dans son officine au 49 rue Réaumur à Paris, la marque enregistrée au registre du commerce de la Seine le 26 septembre 1900 et la commercialisation débute en 1903 au prix de 1,50 franc la boîte de 105 g. Le personnage du Docteur Valda lors de la première campagne de publicité a été imaginé par Georges Grellet,.
L'origine de la marque « valda » correspond à la contraction de deux mots d'origine latine, valetudo (« la santé ») et dare (le verbe « donner »).

## Marché
En 2012, plus d'un million de boîtes de pastilles Valda étaient vendues. Malgré ce succès, GlaxoSmithKline, qui possède la licence, se sépare de la marque Valda, qui est rachetée par le groupe belge Omega Pharma (holding Perrigo).

## Composants
Les cinq constituants antiseptiques des pastilles Valda sont la menthe poivrée, l'eucalyptus, le thym, le bois de gaïac et le pin des Landes.
Ces pastilles Valda sont ainsi constituées de cinq molécules : eucalyptol, gaïacol, menthol, thymol et terpinéol liquide. Elles sont vendues sur le marché en deux versions (en boîtes de 50) : l'originale sucrée et depuis 1988, une déclinaison sans sucre pour les diabétiques, qui est aujourd'hui la plus vendue.
Composition : gomme arabique, édulcorants : xylitol et sorbitol, glycérol, aromatisants : menthol (0,4 %) et huile essentielle d'eucalyptus (0,08 %), colorants : curcuma et bleu patenté V.
La pastille Valda est de couleur verte, mais une version de couleur rouge/rosé et au goût plus doux a existé : la pastille Valdouce.

## Réemplois linguistiques
En argot, le terme valda désigne une balle d'arme à feu (métaphore d'après la forme). Cet usage est attesté depuis au moins 1926. On relève également le dérivé moins courant valdaga, attesté à partir de 1962, d'abord chez Alphonse Boudard.
Le nom de cette marque est également passé dans le langage familier. L'expression crache-la, ta valda est employée pour montrer son impatience à un feu rouge (attendre avec impatience que « le feu de circulation crache sa pastille verte »), usage attesté depuis 1953, et, par restriction de sens, en ne conservant que la notion d'impatience, pour vaincre la réticence de quelqu'un à dire ce qu'il a sur le cœur.